# Myotis leibii
Myotis leibii är en däggdjursart som först beskrevs av John James Audubon och John Bachman 1842. Den ingår i släktet Myotis och familjen läderlappar. Inga underarter finns listade i Catalogue of Life.
Artepitet i det vetenskapliga namnet hedrar Georg C. Leib som hittade typexemplaret.

## Beskrivning
Pälsen är svart vid rötterna med bruna, glänsande spetsar, något som ger ett gulbrungänsande intryck. Undersidan är dovt gråbrun. Ansiktet, öronen och vingarna är svarta. Fladdermusen är den minsta arten i släktet med en kroppslängd på 7,5 till 8,5 cm, en vingbredd av 21 till 25 cm och en vikt mellan 3,5 och 6 g.

## Ekologi
Myotis leibii förekommer framför allt i kuperade områden och berg i eller nära både barr- och lövskog på en höjd upp till 1 125 meter. Den kan även förekomma i framför allt öppen jordbruksbygd. Daglegan tillbringas i grottor, klippspringor och andra utrymmen mellan klippor, tunnlar, gruvgångar, byggnader, ihåliga träd samt under klipputskott och broar.

### Föda och predation
Arten lever främst av nattflygande insekter som tvåvingar, skalbaggar och nattfjärilar, som de fångar i flykten på höjder mellan 1 och 3 meter över marken. De kan även plocka upp insekter sittande på något underlag, som bland annat myror.
Själv utgör arten byte för djur som hökar, ugglor, tvättbjörn, vesslor och ormar.

### Övervintring
Arten sover vintersömn mellan mitten av november till mars. Individerna sover liggande, och gärna en och en, mera sällan i grupper. För vinterdvalan föredrar arten kalla utrymmen som grottor och gruvgångar, företrädesvis korta grottor, mindre än 150 m långa. Individerna håller sig gärna nära mynningen, och kan övervintra liggande på utrymmets golv. Arten återvänder till samma övervintringsplater år från år.

### Fortplantning
Parningstiden infaller under sensommar till tidig höst. Arten är polygynandrisk, båda könen har många sexualpartners. Honan sparar sperman i sin kropp under vinterdvalan, och själva befruktningen sker först till våren. Parning kan även ske i övervintringslokalerna, om en hane och en hona skulle råka vakna ur vinterdvalan samtidigt. Honan föder en unge under maj till juli. Ungen är ovanligt stor för släktet, och väger normalt mellan 20 % och 35 % av honans vikt. Dräktiga honor och honor med ungar lever normalt i särskilda yngelkolonier Arten lever normalt i 6 till 12 år.

## Utbredning
Arten förekommer i östra Nordamerika. Utbredningsområdet sträcker sig från sydöstra Ontario, sydvästra Quebec och New England österut till Ohio, Kentucky och Missouri, sydöst till Oklahoma samt söderut till nordvästra South Carolina, norra Georgia och norra Alabama.

## Bevarandestatus
IUCN kategoriserar arten globalt som livskraftig, men konstaterar att arten är mycket känslig för störningar under sin vintersömn. De är också känsliga för bekämpningsmedel och andra miljöföroreningar, och lokalt, i flera delstater, räknas arten som hotad. Dessutom har man sedan 2007 kunnat konstatera kraftiga utbrott hos fladdermöss i samband med övervintringen av en dödlig svampsjukdom, White nose syndrome. Man har numera (2016) konstaterat fall av sjukdomen hos denna art, något som ytterligare bidrar till artens hotade status.

## Bildgalleri

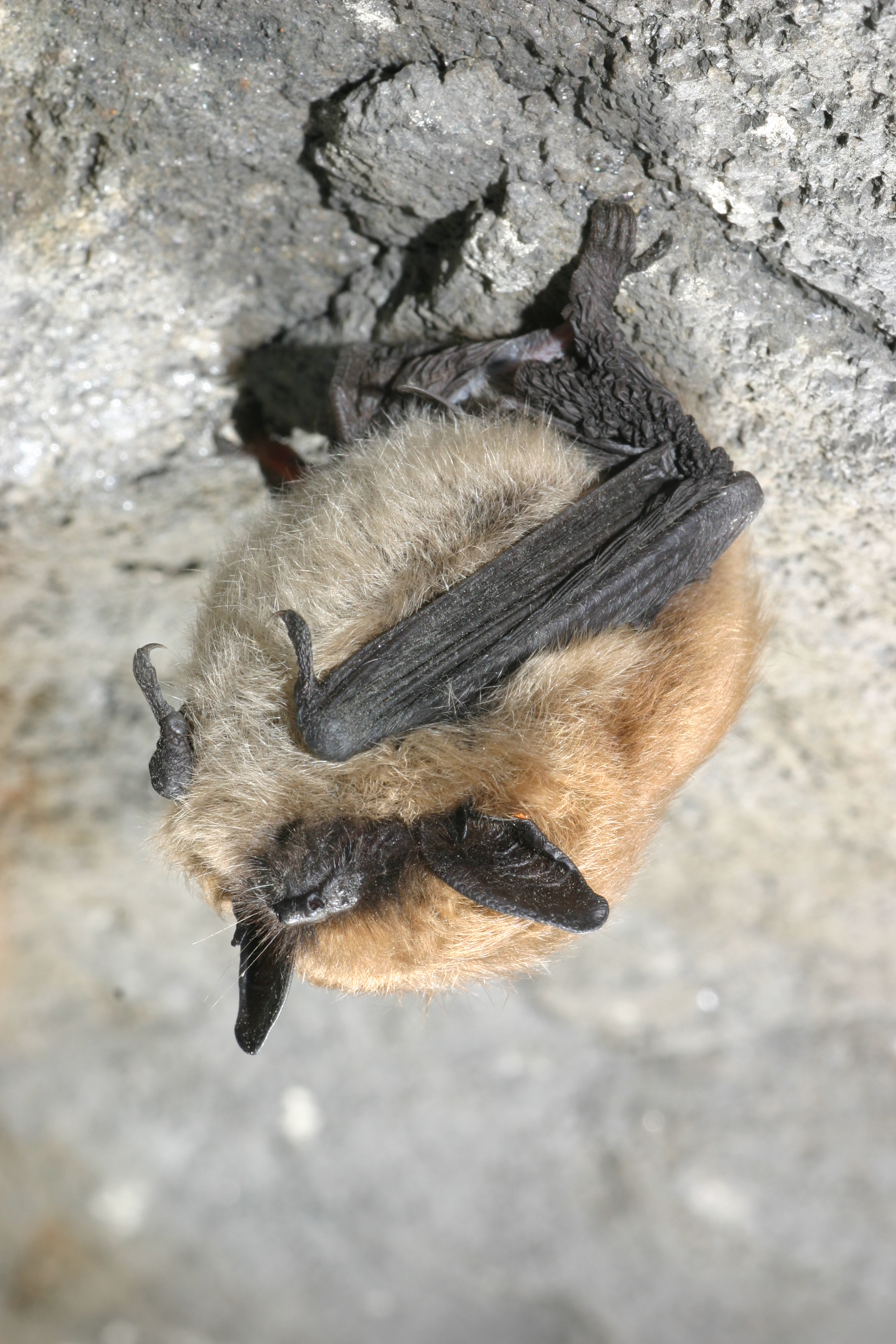
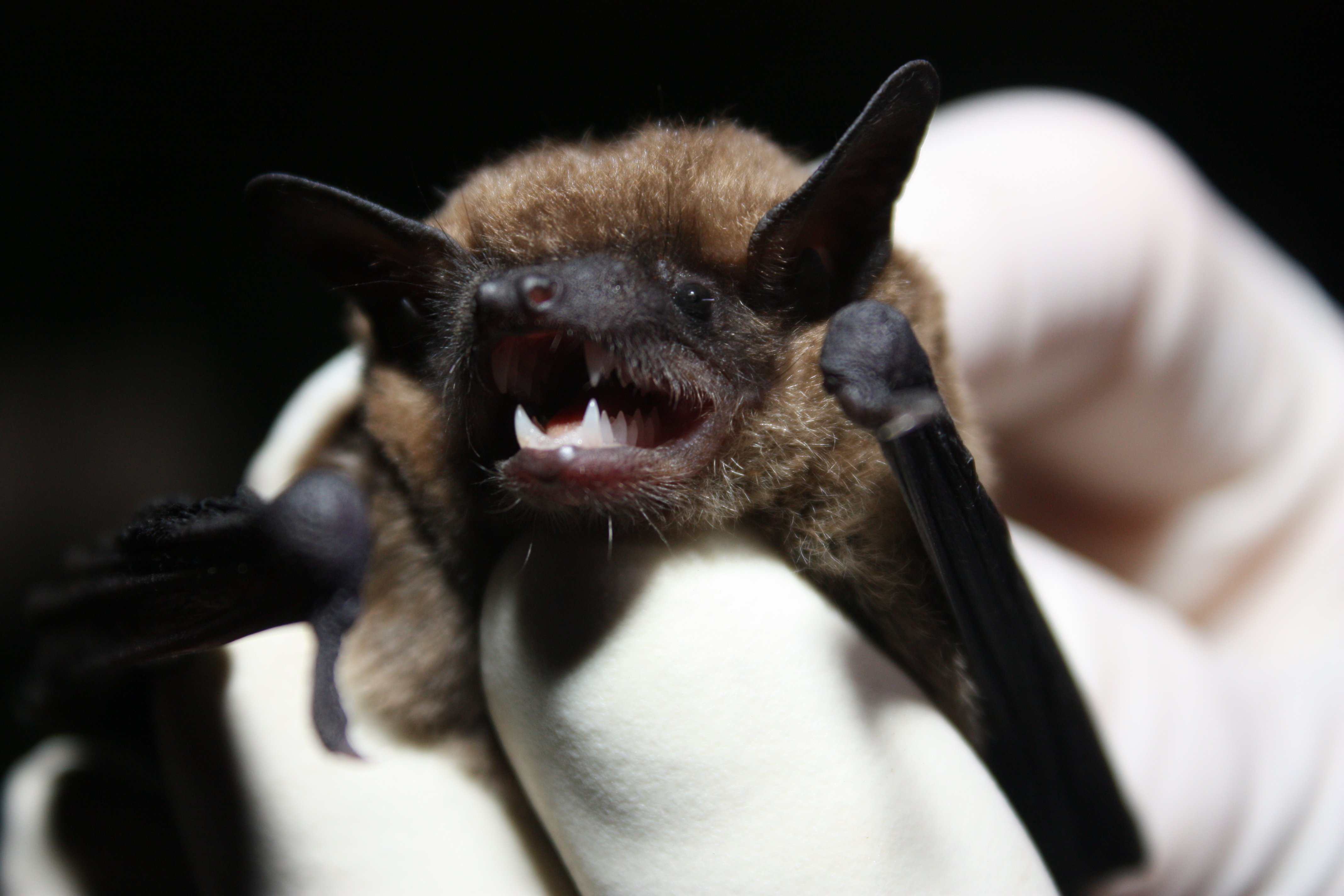
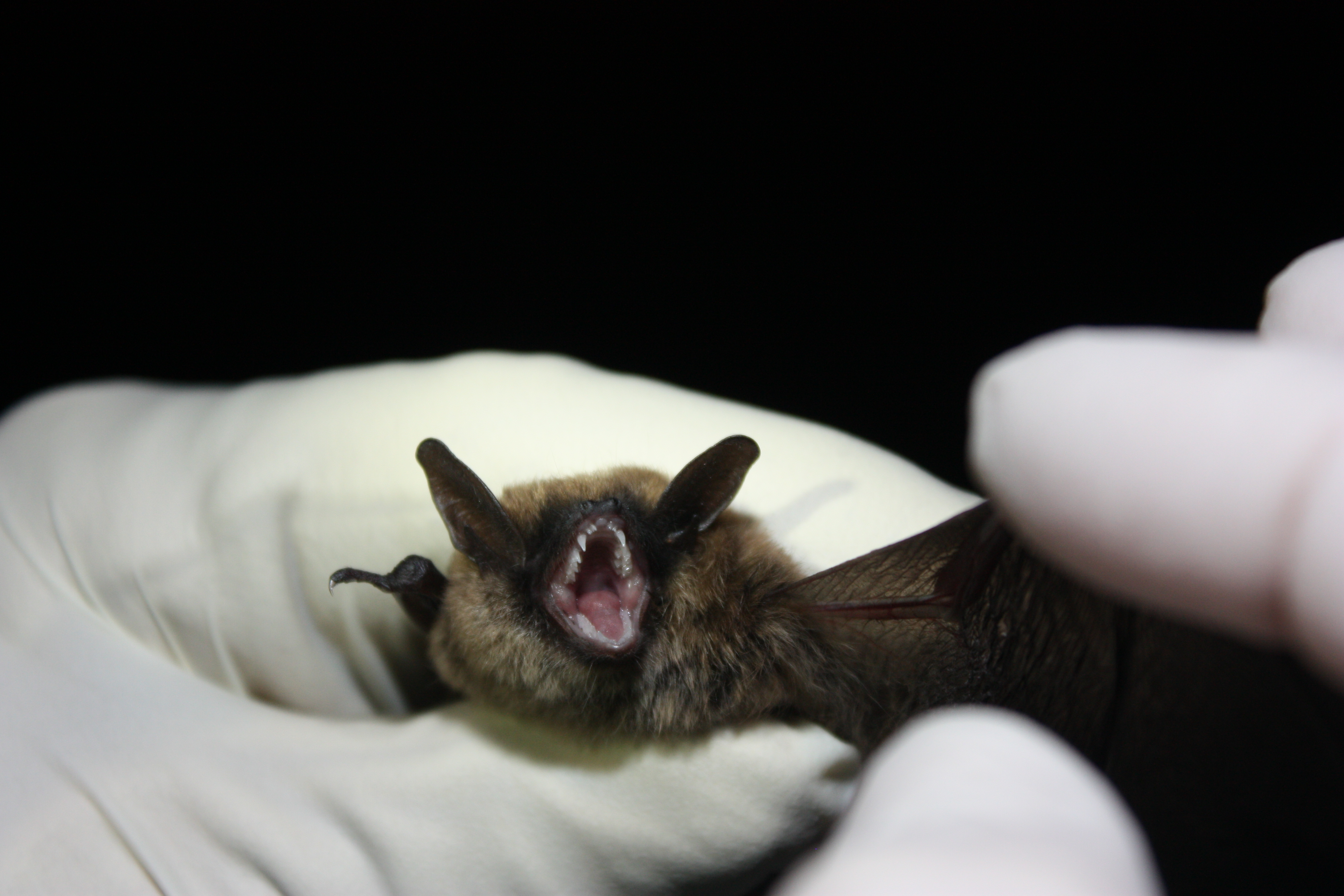